# Famille de Fournas
La famille de Fournas est une famille subsistante de la noblesse française.
Elle compte parmi ses membres des officiers généraux, des gentilshommes ordinaires de la chambre du Roi et cinq députés français.

## Histoire
Gustave Chaix d'Est-Ange écrit que la filiation de cette famille débute avec Gabriel-André de Fournas, dit le capitaine de La Brosse. Celui-ci est né en Lyonnais, il sert avec distinction dans les armées des rois François Ier et Henri II, il est blessé en 1575. Son fils, André de Fournas, sieur de La Brosse, capitaine carabin, gentilhomme ordinaire de la chambre du roi, est tué en 1621 au siège de Montauban, il avait été anobli en 1615. Deux de ses fils sont à l'origine de deux branches.
Au sein de la première branche : André de Fournas (fils du précédent), sieur de Belleforest, capitaine commissaire d'artillerie, gentilhomme ordinaire de la chambre du roi. Les deux frères, Antoine de Fournas, député du Morbihan, et Balthazard de Fournas, député du Finistère, tous les deux députés de 1848 à 1849.
Au sein de la deuxième branche : Blaise de Fournas de la Brosse (1761-1845), lieutenant général des armées espagnoles (1824), capitaine général des provinces basques et d'Aragon, commandeur de Saint-Louis, grand-croix des ordres espagnols. Victor-Joseph de Fournas, admis dans l'ordre de Malte en 1789, colonel de dragons. Charles de Fournas-Moussoulens (1782-1848), maire de Carcassonne (1823-1830) et député de 
l'Aude (1824-1830).

## Personnalités
- Blaise de Fournas (es) (1761-1845), lieutenant général des armées espagnoles (1824), capitaine général des provinces basques et d'Aragon, commandeur de Saint-Louis, grand-croix des ordres espagnols.
- Claude de Fournas (1762-1828), député de la Loire (1818 -1828).
- Charles de Fournas de La Brosse-Moussoulens (1782-1848), maire de Carcassonne (1823-1830) et député de  l'Aude (1824-1830), chevalier de la Légion d'Honneur.
- Victor-Joseph de Fournas (1783-1845), chevalier de minorité de l'Ordre de Malte, colonel commandant le 7e Régiment de dragons, officier de la Légion d'Honneur.
- Antoine de Fournas (1803-1871), député du Morbihan (1848-1849).
- Balthazard de Fournas (1806-1871), député du Finistère (1848-1849).
- Grégoire de Fournas de La Brosse (né en 1985, descendant de Charles), conseiller départemental de la Gironde (2015-2021), conseiller municipal de Pauillac (2020), député de la Gironde (2022-2024).

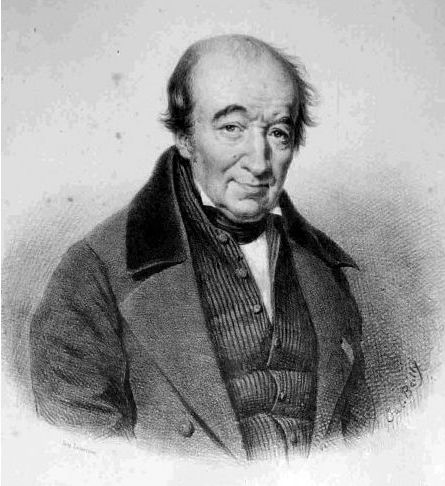
Charles de Fournas de La Brosse-Moussoulens (1782-1848)
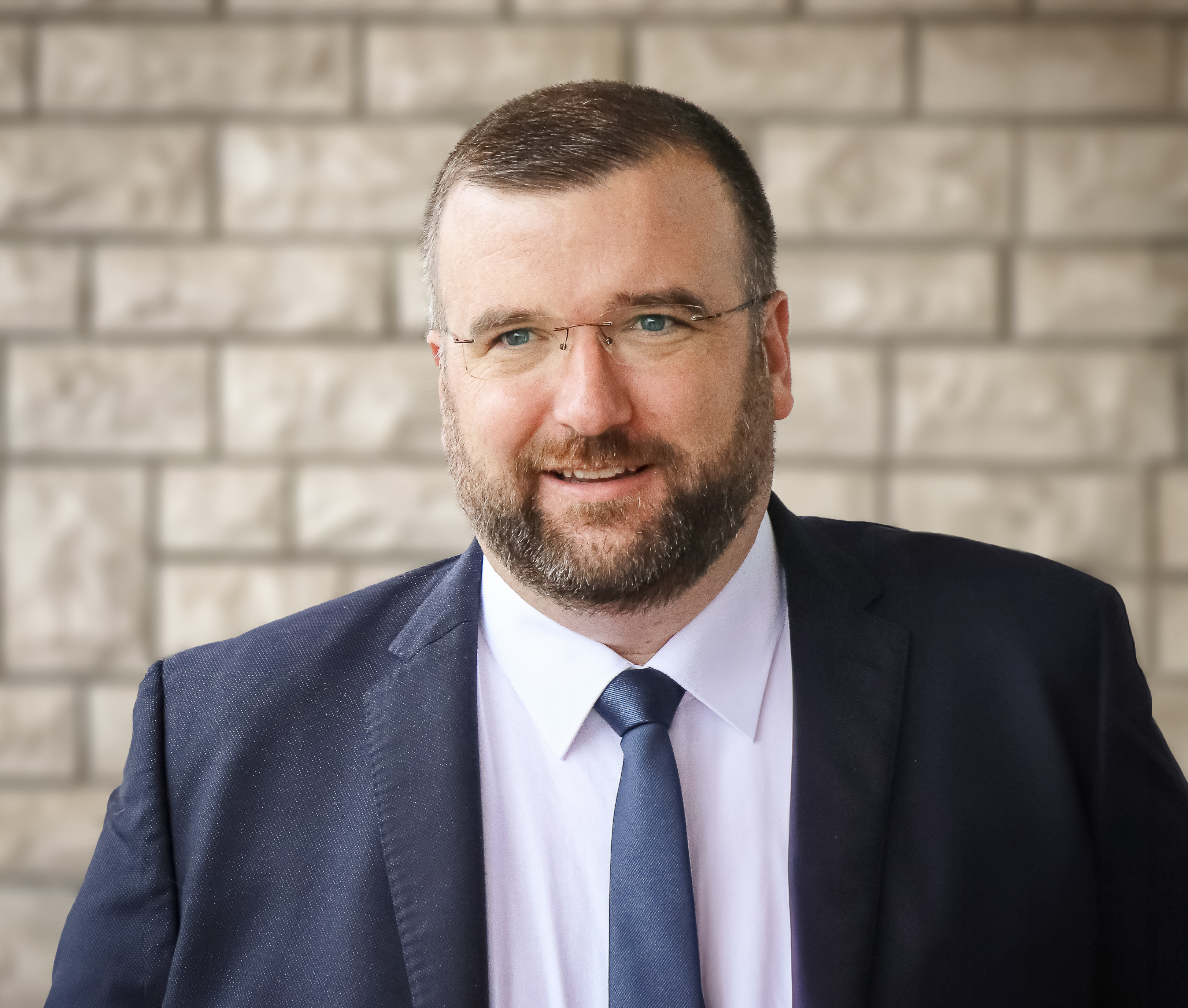
Grégoire de Fournas

## Alliances
Les principales alliances de la famille de Fournas sont : de Conceil (1630), de Massia (1640), de Rozel (1663), d'Augier (1671), du Vidal de Montferrier (1689), de Lambertin (1713), Durantet (1714), de Gailhac (1746), du Cup de Moussoulens (1781), Rolland de Labastide (1810), de Fumel (1845), de Busseul (1847, 1879), de Lacger Brassac (1852), de Brunet (1852), de Séverac de La Tour de Juzes (1852), de Tulles (1876), de Castelbajac (1880), de Larivière (1881), de Liniers (1882), de Ménard d'Halingen (1883), de Rigaud de Vaudreuil (1883), d'Yzarn de Freissinet de Valady (1885), Cousin de Mauvaisin (1886), Copin de Miribel (1888), de Narp (1890), de Combettes de Luc (1896), du Bois de Gaudusson (1903), Vidal de La Blache (1910), Costa de Beauregard (1912), de Barbeyrac de Saint-Maurice (1914), Jacobé de Naurois (1919), de Lagarrigue (1920), de Blaÿ de Gaïx (1920), de Foucaud de Launay (1920), Ville de Teynier (1921), de La Forest-Divonne (1921, 1947), de Veye (1921), Calouin de Tréville (1932), de Savenelle de Grandmaison (1933), Jousselin Chagrin de Saint-Hilaire (1935), Farret d'Astiès (1944, 1948), Penet (1947), Laparra (1973), Barbaza (1977), Dubarry de Lasale (1984), Remy (2015), Renaud (2016), Continie (2018), Bodard de La Jacopière (2020), Côte (2022), de Saint Chamas (2022)...

## Titres
La famille de Fournas de Labrosse porte, depuis le XVIIIe siècle, le titre de baron de Fabrezan. Elle a porté, au XIXe siècle, le titre de baron de Moussoulens.